# Радволина, Ида Марковна
Юди́фь Ма́рковна Литвако́ва (псевдоним — И́да Радво́лина; 29 мая 1911, Елисаветград — 2001) — русская писательница, редактор и литературный критик.

## Биография
Росла в детском доме. В 1932 г. окончила философский факультет МГУ им. М. В. Ломоносова.
До конца войны работала редактором, переводчиком в издательстве Коминтерна. В 1945—1950 гг. с семьёй находилась в Югославии. С 1950 года работала консультантом по югославской литературе в Союзе писателей СССР (Москва).
Член Союза писателей СССР (с 1958 г.) и Союза писателей Москвы.

## Избранные произведения
Источник - Электронные каталоги РНБ
- Радволина И. М. До новой встречи, друзья: Очерки. — М.: Сов. писатель, 1963. — 243 с. — 10 000 экз.
- Радволина И. М. Рассказ о Юлиусе Фучике. — 3-е изд., доп. — М.: Сов. писатель, 1963. — 288 с. — 100 000 экз.
  - . — М.: Сов. писатель, 1967. — 311 с. — 100 000 экз.
- Радволина И. М. Рассказы о Юлиусе Фучике. — М.: Сов. писатель, 1956. — 198 с. — 30 000 экз.
  - . — М.: Сов. писатель, 1958. — 210 с. — 30 000 экз.
- Радволина И. М. У одного костра: Портрет югославских писателей. — М.: Сов. писатель, 1977. — 304 с. — 8500 экз.
- Радволина И. М. Заметки о творчестве Густава Крклеца // Иностранная литература. 1975. № 9. С. 203-207.